# Don't Play
"Don't Play" é uma canção da cantora e compositora inglesa Anne-Marie, com o YouTuber e rapper britânico KSI e DJ e produtor musical britânico Digital Farm Animals. A canção foi lançada para download digital e streaming como single em 15 de janeiro de 2021 pela Asylum Records e Warner, junto com um videoclipe de acompanhamento.

## Musicas e letras
Musicalmente, "Don't Play" é uma faixa de UK Garage, com elementos de dance-pop. Construída na forma de verso-refrão, a música dura 3 minutos e 8 segundos (3:08).
Na música, Anne-Marie e KSI apresentam letras emocionantes sobre mágoa. Anne-Marie implora a KSI para não brincar com seu coração, antes que KSI responda com sua própria manifestação emotiva do quanto ele sente falta dela, o quanto ela significa para ele e como ela o está apagando. A música é estruturada em um arranjo quase coloquial.

## Lançamento e promoção
Em 4 de janeiro de 2021, KSI compartilhou um trecho do instrumental da faixa no Twitter com a legenda: "Qual artista feminina você acha que funcionaria bem para isso?" Em 6 de janeiro de 2021, ele revelou em suas redes sociais que a música é uma colaboração com Anne-Marie e Digital Farm Animals, intitulada "Don't Play", e a música foi disponibilizada para pré-venda. A arte da capa do single mostra os três artistas como personagens de desenhos animados, vestidos com roupas esportivas. "Don't Play" foi lançado para download digital e streaming em 15 de janeiro de 2021 às 00:00 (UTC) pela Asylum Records e Warner. A música foi acompanhada pelo lançamento de um vídeo com letra no canal de Anne-Marie no YouTube no mesmo dia.

## Recepção critica
"Don't Play" recebeu críticas positivas dos críticos musicais. A equipe da Contact Music chamou "Don't Play" de um "explosão de puro pop" com "uma batida contagiante e uma ótima interação vocal entre Anne-Marie e KSI". Eles descobriram que as "doces harmonias" de Anne-Marie complementam a "entrega mais profunda, quase de barítono" de KSI. Eles chamaram a música de "instantaneamente agradável e amiga do rádio". Courtney Wynter do GRM Daily chamou os vocais de Anne-Marie de "delicados" e disse que "KSI muda as coisas entregando algumas letras afetuosas com uma abordagem mais melódica do que estamos acostumados". Katrina Rees do CelebMix disse que a canção "mostra os vocais distintos de Anne-Marie" e "fluxo sem esforço de KSI", chamando a canção de "explosão discreta".

## Videoclipe
O videoclipe de "Don't Play" foi dirigido por Troy Roscoe. O vídeo foi filmado em meados de dezembro de 2020 e estreou no canal de KSI no YouTube em 15 de janeiro de 2021 às 10:00 (UTC).
O vídeo começa com Anne-Marie sendo intimidada por um grupo de meninas. A fim de superar as agressoras e revidar, Anne-Marie é treinada para lutar por KSI. Anne-Marie se torna uma lutadora destemida com um humor de garota durona, incorporando a narrativa dos oprimidos. O vídeo é uma homenagem à experiência de Anne-Marie em artes marciais mistas e à participação de KSI em inúmeras lutas de boxe contra outros YouTubers.

## Faixas e formatos
Download digital
1. "Don't Play" – 3:08

## Créditos e pessoal
Créditos adaptados do Tidal e Genius.
Gestão
Publicado pela  Major Tom’s Records, Asylum Records e WMG
Pessoal
- Anne-Marie – artista principal, vocal, compositora
- KSI – artista principal, vocais, compositor
- Digital Farm Animals – artista principal, produtor, compositor, baixo, bateria, teclado, percussão, piano, efeitos sonoros, cordas, sintetizador
- Mojam – produtor, compositor, bateria, teclado, programação, efeitos sonoros, sintetizador
- Andrew Murray – compositor, harpa, cordas ao vivo
- Richard Boardman – compositor
- Pablo Bowman – compositor
- Sam Gumbley – compositor, engenheiro vocal
- Kevin Grainger – engenharia, mestre, mixagem
- Cameron Gower Poole – engenheiro vocal
- Rob Macfarlane – engenheiro de gravação vocal
- Troy Roscoe – diretor de vídeo

## Histórico de lançamento
| Região      | Data                  | Formato(s)                 | Versão   | Gravadora(s)  | Ref.         |
| ----------- | --------------------- | -------------------------- | -------- | ------------- | ------------ |
| Várias      | 15 de janeiro de 2021 | Download digital streaming | Original | Asylum Warner | [ 1 ] [ 14 ] |
| Reino Unido | 15 de janeiro de 2021 | Rádios mainstream          | TBA      | Asylum Warner | [ 15 ]       |